# Puente de los Nogales
 (septembre 2020).
Pour les articles homonymes, voir Nogales.
Le pont des Noyers, (Puente de los Nogales) est un des ponts construit sous le califat de Cordoue pour faciliter l'accès à Madinat al-Zahra depuis la ville de Cordoue. 
À l'origine, la chaussée qui unissait la capitale califale aux palais de Madinat al-Zahra traversait trois ponts : sur le ruisseau de Cantarranas, le pont des Noyers et sur le ruisseau Vallehermoso, ce dernier a aujourd'hui disparu.

## Description
Situé à 4,6 km de Cordoue, dans une propriété privée nommée « ferme des noyers », le pont est fait de trois arches plein cintre. La voûte centrale a une ouverture de 3 m et les deux arches latérales mesurent 2 m. Elles sont soutenues par des piliers de 2,4 m d'épaisseur. Les piliers ne sont pas équipés de bec mais on y distingue des restes de contrefort dans le sens amont.
L'arche centrale présente un léger revers, avec un rehaussement de la zone proche au intrados, à façon des archivoltes. Les ponts de la même époque, comme le pont d'Alcantara, possèdent une typologie semblable.
Il est actuellement en ruine et hors service.